# Průliv Fury a Hekla
Průliv Fury a Hecla (anglicky Fury and Hecla Strait) je přírodní vodní cesta mezi Baffinovým ostrovem a severním pobřežím Melvillova poloostrova v kanadském teritoriu Nunavut. Dosahuje délky 190 km a jeho šířka se pohybuje do 2 km po 50 km, na západě ústí do Boothijského zálivu a na východě do Foxova zálivu. Hladina je po většinu roku zamrzlá, průliv slouží jako migrační trasa pro četné mořské živočichy (velryba grónská, tuleň vousatý, tuleň kroužkovaný). Největším ostrovem ve vodách průlivu je Ormonde Island. Břehy pokrývá tundra, jedinou osadou je Igloolik. V zálivu Steensby Inlet těží společnost Baffinland Iron Mines Corporation železnou rudu.
Průliv objevil v roce 1822 William Parry při hledání Severozápadního průjezdu a pojmenoval ho podle svých lodí HMS Fury a HMS Hecla. Parryho výprava zde uvázla v ledu a byla nucena přezimovat. Poprvé dokázala průlivem proplout americká expedice na lodích USS Edisto a USCGC Eastwind v roce 1948.
V okolí průlivu byly zaznamenány silné hvízdavé zvuky neznámého původu, kvůli nimž se z místních vod začaly vytrácet velryby. Do pátrání po zdroji hluku se zapojila i kanadská armáda.